# 交響曲第73番 (ハイドン)
交響曲第73番 ニ長調 Hob. I:73 は、フランツ・ヨーゼフ・ハイドンが1780年から1781年にかけて作曲した交響曲。『狩』（仏: La Chasse）の愛称で知られる。

## 概要
1780年に終楽章が、1781年に残りの3楽章が作曲された。楽譜の初版は翌年の1782年に、ウィーンの出版社クリストフ・トリチェッラによって出版された。
また、終楽章は自作のオペラ『報われた誠』（Hob. XXVIII:10、1781年2月25日にエステルハーザで初演）の序曲からの転用である。

### 愛称の由来
『狩』の愛称は、終楽章に作曲者自身がフランス語で "La Chasse" と記入したことにちなんでいる。

## 楽器編成
フルート1、オーボエ2、ファゴット、ホルン2、弦五部。
終楽章にのみトランペット2本とティンパニを加えた版も存在するが、これは上記の通り、終楽章がオペラの序曲からの転用だった名残である。

## 曲の構成
全4楽章、演奏時間は約24分。
- 第1楽章 アダージョ - アレグロ
ニ長調、4分の3拍子 - 4分の4拍子、ソナタ形式。
お使いのブラウザーでは、音声再生がサポートされていません。音声ファイルをダウンロードをお試しください。
管楽器主体の穏やかな序奏部に続いて、アレグロの軽快な第1主題が現れる。

- 第2楽章 アンダンテ
ト長調、4分の2拍子、ロンド形式。
お使いのブラウザーでは、音声再生がサポートされていません。音声ファイルをダウンロードをお試しください。
弦楽器による素朴な旋律に始まるが、この旋律はハイドン自作の歌曲『こたえる愛』（Gegenliebe, Hob. XXVIa:16）[2]からの引用である[1]。途中に短調のエピソードがロンド風に挿入される。

- 第3楽章 メヌエット：アレグレット - トリオ
ニ長調、4分の3拍子。
お使いのブラウザーでは、音声再生がサポートされていません。音声ファイルをダウンロードをお試しください。
お使いのブラウザーでは、音声再生がサポートされていません。音声ファイルをダウンロードをお試しください。
トリオ部分はオーボエとファゴットを中心とする。

- 第4楽章 狩：プレスト
ニ長調、8分の6拍子、ソナタ形式。
お使いのブラウザーでは、音声再生がサポートされていません。音声ファイルをダウンロードをお試しください。
上記の通り、この楽章は自作のオペラ『報われた誠』序曲からの転用であり、民謡調の賑やかな音楽となっているが、この旋律は古くからあるもので、1780年にパリで出版された『狩人提要』（Manuel du Chasseur）[1]にも "l´ancienne Vue" という名前で掲載されている。
「狩の主題」は29小節目からホルンとオーボエで出現する。展開部ではティンパニは最後の部分を除いて休み、旋律らしい旋律が聞こえない。最後に「狩の主題」が再び  で吹き鳴らされた後、意外にも静かに消え入るように終わるが、ハイドンの交響曲ではあまり例がなく、第45番『告別』の有名なコーダと並んで珍しい例となっている。